# Walter Winans
Walter Winans né le 5 avril 1852 à Saint-Pétersbourg et décédé le 12 août 1920 à Dagenham est un tireur et sculpteur américain.

## Biographie
Lors de ses deux participations aux Jeux olympiques, il remporte une médaille d'or en tir en 1908, une médaille d'or en sculpture pour An American Trotter et une médaille d'argent en 1912.
Winans a également écrit une dizaine de livres sur le tir à vue et la sculpture.
Il meurt en 1920 d'une crise cardiaque alors qu'il participait à une course hippique à Parsioes Park.

## Palmarès
- Jeux olympiques : 
  - Londres 1908 :  Médaille d'or au 100 m tir au cerf courant coup double
  - Stockholm 1912 :  Médaille d'or en sculpture et  Médaille d'argent au 100 m tir au cerf courant coup simple par équipes